# Europska prvenstva u dvoranskom hokeju
Europsko prvenstvo u dvoranskom hokeju za muške. 
Održavaju se od 1974. godine.

## Rezultati dosad održanih prvenstava
| Godina | Domaćin               | Zlato       | Srebro     | Bronca     |
| ------ | --------------------- | ----------- | ---------- | ---------- |
| 2008.  | Ekaterinburg, Rusija  | Rusija      | Njemačka   | Austrija   |
| 2006.  | Eindhoven, Nizozemska | Njemačka    | Poljska    | Španjolska |
| 2003.  | Santander, Španjolska | Njemačka    | Španjolska | Švicarska  |
| 2001.  | Luzern, Švicarska     | Njemačka    | Španjolska | Poljska    |
| 1999.  | Slagelse, Danska      | Njemačka    | Poljska    | Švicarska  |
| 1997.  | Lievin, Francuska     | Njemačka    | Češka      | Danska     |
| 1994.  | Bonn, Njemačka        | Njemačka    | Engleska   | Češka      |
| 1991.  | Birmingham, Engleska  | Njemačka    | Engleska   | Škotska    |
| 1988.  | Beč, Austrija         | SR Njemačka | Francuska  | Austrija   |
| 1984.  | Edinburgh, Škotska    | SR Njemačka | Engleska   | Nizozemska |
| 1980.  | Zürich, Švicarska     | SR Njemačka | Nizozemska | Škotska    |
| 1976.  | Arnhem, Nizozemska    | SR Njemačka | Belgija    | Nizozemska |
| 1974.  | Berlin, SR Njemačka   | SR Njemačka | Nizozemska | Švicarska  |

## Vječna ljestvica
Po stanju nakon EP 2008.
| Država      | Zlato | Srebro | Bronca | Ukupno |
| ----------- | ----- | ------ | ------ | ------ |
| Njemačka    | 7     | 1      | 0      | 8      |
| SR Njemačka | 5     | 0      | 0      | 5      |
| Rusija      | 1     | 0      | 0      | 1      |
| Engleska    | 0     | 3      | 0      | 3      |
| Nizozemska  | 0     | 2      | 2      | 4      |
| Poljska     | 0     | 2      | 1      | 3      |
| Španjolska  | 0     | 2      | 1      | 3      |
| Češka       | 0     | 1      | 1      | 2      |
| Belgija     | 0     | 1      | 0      | 1      |
| Francuska   | 0     | 1      | 0      | 1      |
| Švicarska   | 0     | 0      | 3      | 3      |
| Škotska     | 0     | 0      | 2      | 2      |
| Austrija    | 0     | 0      | 2      | 2      |
| Danska      | 0     | 0      | 1      | 1      |